# Григорий Р.
«Григорий Р.» — российский восьмисерийный телефильм режиссёра Андрея Малюкова.

## Сюжет
После Февральской революции Временное правительство создаёт государственную комиссию, целью которой под прикрытием расследования обстоятельств гибели Григория Распутина является очернение его личности, поношение его политической деятельности, образа жизни и преподнесение общественности его влияния на царскую семью и её окружение как преступного. В центре сюжета — следователь Генрих Иванович Свиттен, которому предстоит собирать не только информацию о ночи убийства, но и факты из жизни «старца».

## В ролях
| Актёр                | Роль                                |
| -------------------- | ----------------------------------- |
| Владимир Машков      | Григорий Распутин                   |
| Андрей Смоляков      | следователь Генрих Иванович Свиттен |
| Екатерина Климова    | Анна Вырубова                       |
| Кристина Бродская    | княгиня Долгорукова                 |
| Ингеборга Дапкунайте | Императрица Александра Фёдоровна    |
| Валерий Дегтярь      | Николай II                          |
| Владимир Кошевой     | князь Феликс Юсупов                 |
| Никита Ефремов       | Великий князь Дмитрий Павлович      |
| Борис Каморзин       | Пётр Свистунов                      |
| Таисия Вилкова       | Матрёна Распутина                   |
| Наталья Суркова      | Прасковья Фёдоровна Распутина       |
| Сергей Угрюмов       | Александр Керенский                 |
| Михаил Елисеев       | Владимир Воейков                    |
| Анна Дюкова          | Милица Черногорская                 |
| Виталий Кищенко      | Владимир Пуришкевич                 |
| Владимир Юматов      | Пётр Столыпин                       |
| Надежда Толубеева    | Наталья Петровна Столыпина          |
| Леонид Мозговой      | епископ Исидор (Колоколов)          |
| Илья Шакунов         | иеромонах Илиодор (Труфанов)        |
| Олег Гаркуша         | Митя Козельский                     |
| Сергей Барковский    | Иоанн Кронштадтский                 |
| Юрий Орлов           | Отец-настоятель                     |
| Алексей Байдаков     | Андрей Еремеевич Деревенько         |
| Александр Дробитько  | Цесаревич Алексей Николаевич        |
| Рустам Сагдуллаев    | Пётр Бадмаев                        |
| Петар Зекавица       | Освальд Райнер                      |
| Станислав Концевич   | Джордж Уильям Бьюкенен              |
| Паулина Андреева     | княгиня Ирина Юсупова               |
| Сергей Мучеников     | Евгений Боткин                      |
| Юрий Ицков           | отшельник Антип Душегуб             |
| Андрей Зибров        | доктор Лазоверт                     |
| Алексей Морозов      | поручик Сухотин                     |
| Мария Бурляева       | Хиония Гусева                       |
| Сергей Гамов         | генерал-адъютант Рузский            |

## Съёмочная группа
- Сценаристы — Илья Тилькин, Эдуард Володарский
- Режиссёр — Андрей Малюков
- Операторы — Алексей Фёдоров, Владимир Климов
- Композиторы — Иван Бурляев, Максим Кошеваров
- Художники — Владимир Светозаров, Марина Николаева
- Художник по костюмам — Татьяна Патрахальцева
- Художник по гриму — Евгения Малинковская
- Постановщики трюков — Владимир Севостьянихин, Олег Корытин
- Закадровый текст — Олег Куликович
- Продюсеры — Елена Денисевич, Арам Мовсесян, Рубен Дишдишян (генеральный)

## Создание
Илья Тилькин написал сценарий, опираясь на материалы, собранные Эдуардом Володарским. Работать над фильмом режиссёр Андрей Малюков начал, заручившись согласием Владимира Машкова участвовать в проекте.
Большая часть съёмок прошла в Санкт-Петербурге и окрестностях. Съёмки фильма о Распутине не приветствовались официальной церковью, так как Распутин — фигура со спорной репутацией. Поэтому киногруппу не пускали работать в действующие церковные учреждения. В итоге храм снимали в недействующем, работающем как музей, Антониевом монастыре в Великом Новгороде. В Юсуповском дворце, где заговорщики собирались убить Распутина, сейчас действует Музей восковых фигур, поэтому декорации дворца были построены в павильоне на киностудии «Ленфильм». Там же были созданы декорации царского вагона.
Владимир Машков отрастил для съёмок волосы, но борода использовалась искусственная, изготовленная по особой технологии. Всего для фильма было изготовлено 5 париков, 150 бород и около 300 усов. Художник по костюмам Татьяна Патрахальцева нашла несколько антикварных вещей ― пиджак и пальто, в которых снимался Машков. Для главных героев ― царской семьи, Вырубовой, Распутина, Свиттена ― все костюмы шились специально. В Англии были заказаны жёсткие воротнички, куплены несколько цилиндров и канотье, изготовленные по технологиям того времени. Французские кружева были изготовлены по историческим образцам.

## Награды и номинации
- Профессиональный приз Ассоциации продюсеров кино и телевидения в области телевизионного кино[4]:
  - приз в категории «Лучший актёр телефильма/сериала» (Владимир Машков)
  - приз в категории «Лучшая работа художника-постановщика» (Владимир Светозаров, Марина Николаева)
  - приз в категории «Лучшая работа художника по гриму» (Евгения Малинковская)
  - номинация на приз в категории «Лучшая работа художника по костюмам» (Татьяна Патрахальцева)

## Критика
По мнению обозревателя «Новой газеты» Славы Тарощиной, сценарий фильма является «идеологически выверенным собранием мифов, анекдотов, апокрифов». Отмечается «целое созвездие замечательных артистов, от Смолякова и Дапкунайте до Каморзина и Натальи Сурковой, которые делают, казалось, невозможное. Но даже их филигранная работа не в силах оживить гипсокартон. „Дар упрощённого толкования“ (Эрик Фромм) становится важнейшим из искусств». Слава Тарощина считает, что Машков сыграл свою худшую роль, «повторив зады Рогожина».
Обозреватель «Независимой газеты», телекритик Вера Цветкова сравнивает сериал «Григорий Р.» с фильмом «Распутин» с Жераром Депардьё (русская версия, режиссёром которой стал Ираклий Квирикадзе, вышла в 2013 году). По мнению критика, в Распутине Депардьё «чувствовались и тёмная, и светлая силы, и детскость, и загадочность… И неистовость во всём: в отношении к Богу, к женщинам, к России. В Распутине Машкова — сплошной елей разных степеней. И, кажется, это главная установка нового байопика». Всё в сериале «душевно, волнительно, сказительно и былинно. И всё — мыло и развесистая клюква». Но автор статьи в «Независимой газете» отмечает замечательные актёрские работы в сериале, особо выделяя Наталью Суркову, сыгравшую вдову Распутина, достоверность костюмов, работу оператора Алексея Фёдорова.